# Apisit Saenseekhammuan
Apisit Saenseekhammuan (thailändisch อภิสิทธิ์ แสนสีคำม้วน, * 11. Oktober 2002), auch als Title bekannt, ist ein thailändischer Fußballspieler.

## Karriere

### Verein
Apisit Saenseekhammuan erlernte das Fußballspielen in Nong Bua Lamphu in der Jugend vom Nongbua Pitchaya FC. Bei dem Erstligisten unterschrieb er im Juli 2021 auch seinen ersten Vertrag. Sein Erstligadebüt gab Apisit Saenseekhammuan am 12. September 2021 (2. Spieltag) im Heimspiel gegen den Samut Prakan City FC. Hier wurde er in der 67. Minute für Kritsana Kasemkulvilai eingewechselt. Samut Prakan gewann das Spiel durch ein Tor vom Slowenen Aris Zarifović mit 1:0. Am Ende der Saison 2022/23 musste er mit Nongbua als Tabellenvorletzter den Weg in die Zweitklassigkeit antreten. Am Ende der Saison 2023/24 wurde er mit dem Klub Vizemeister und stieg direkt wieder in die erste Liga auf. Nach dem Aufstieg verließ er den Verein und schloss sich im Juli 2024 dem Zweitligisten Lampang FC an. Für den Verein aus Lampang bestritt er 22 Zweitligaspiele. Nachdem sich der Lampang FC im Sommer 2025 aus der Liga zurückgezogen hatte, unterschrieb er im August 2025 einen Vertrag beim seinem ehemaligen Verein, dem Erstligaabsteiger Nongbua Pitchaya FC.

### Nationalmannschaft
Apisit Saenseekhammuan nahm 2023 mit der U22-Mannschaft an den Südostasienspielen in Kambodscha teil. Hier kam er in einem Gruppenspiel, im Halbfinale sowie im Finale gegen Indonesien zum Einsatz. Das Finale wurde mit 5:2 n. V. verloren. Mit der U23 nahm er an der AFF U-23 Championship im eigenen Land teil. Hier belegte man den dritten Platz.

## Erfolge
Nongbua Pitchaya FC
- Thailändischer Zweitligavizemeister: 2023/24  ▲